# Epipsilia candelisequa
Epipsilia candelisequa är en fjärilsart som beskrevs av Denis och Ignaz Schiffermüller 1808. Epipsilia candelisequa ingår i släktet Epipsilia och familjen nattflyn. Inga underarter finns listade i Catalogue of Life.